# Grey's Anatomy
Grey's Anatomy är en flerfaldigt Emmynominerad amerikansk tv-serie som utspelar sig på det fiktiva sjukhuset Seattle Grace Hospital. Den relationsorienterade dramaserien hade amerikansk premiär på kanalen ABC den 27 mars 2005 då den sändes som ersättningsserie mellan två säsonger av ABC:s succéserie Desperate Housewives. Seriens namn är en ordlek på den berömda anatomiläroboken Gray's Anatomy.
Serien har visats i 19 säsonger och har kontrakt på ytterligare en säsong.

## Handling
Grey's Anatomy kretsar kring Dr. Meredith Grey (spelad av Ellen Pompeo), en läkarstuderande som gör sin allmäntjänstgöring på det fiktiva sjukhuset Seattle Grace Hospital i Seattle (senare Grey Sloan Memorial Hospital). Tittarna får följa Merediths och de andra kirurgernas liv och verksamhet vid sjukhuset, vilket betyder mycket jobb och stress, liksom brist på tid, sömn och tacksamhet. Det kretsar även kring familjen och allt vad det innebär. Med allt jobb är det svårt att hinna med kärleken och många relationer uppstår därför på jobbet, vilket kanske inte alltid är det bästa.
Seriens roller utgörs (från säsong 1) av fem AT-läkare och deras handledare, som är specialistläkare på sjukhuset. Grey's Anatomy har blivit prisad för sin otraditionella rollista; producenterna talar stolt om att de använde sig av en "blind-casting-teknik" när de tillsatte rollerna. Många viktiga karaktärer i rollistan innehas av afro-amerikanska skådespelare (Chandra Wilson, Isaiah Washington och James Pickens Jr.), av en asiatisk-kanadensisk skådespelare (Sandra Oh) samt av latinamerikanskan Sara Ramirez.
Sandra Oh har varit nominerad till en Emmy fem gånger i rad (2005–2009) för sin roll, men har inte vunnit någon av gångerna. Även Chandra Wilson har nominerats till en Emmy, fyra gånger i rad (2006–2009), utan att vinna. Dock har de vunnit flera andra priser.
Isaiah Washington, som spelade Dr Burke, blev avskedad ur serien efter säsong 3 eftersom han uttryckt sig nedsättande om homosexuella inför T.R. Knight, som är homosexuell.
T.R. Knight, som spelade George O'Malley, var missnöjd med hur liten hans roll blivit och önskade därför lämna serien efter femte säsongen. Han fick som han ville och blev avskriven vilket medförde att han inte kom tillbaka för säsong 6. Det spekulerades även i att Katherine Heigl, som spelade Dr Izzie Stevens, också skulle sluta då men så var inte fallet. I säsong 6 tog hon dock en paus från Grey's Anatomy då hon skulle spela in en ny film, samt vara mammaledig då hon adopterat ett barn. Senare bestämde Heigl och TV-seriens skapare Shonda Rhimes att hon skulle bli avskriven från sitt kontrakt. Ellen Pompeo som spelar Meredith Grey var också mammaledig vid denna tidpunkt, men hon spelade in sina scener i förväg så hon missade aldrig några avsnitt.
Sandra Oh, som spelade Cristina Yang, slutade efter säsong 10. Hon sa: "Om ni behöver hjälp på något sätt att avsluta serien, gör jag det gärna, och om min roll inte passar in i storyn så är det okej."  Patrick Dempsey som spelade Derek Shepherd slutade efter säsong 11. Sara Ramirez som spelade Callie Torres slutade efter säsong 12. Hon önskade att ta en paus från serien. 

### Roller i den fasta skådespelarensemblen
| Skådespelare         | Roll                                                                     | Läkare                               | Säsong            |
| -------------------- | ------------------------------------------------------------------------ | ------------------------------------ | ----------------- |
| Ellen Pompeo         | Dr. Meredith Grey                                                        | Allmänkirurg                         | 1–                |
| Justin Chambers      | Dr. Alex Karev                                                           | Barnkirurg (Sjukhuschef säsong 15)   | 1–16              |
| Chandra Wilson       | Dr. Miranda Bailey                                                       | Allmänkirurg (Sjukhuschef 12–)       | 1–                |
| James Pickens Jr.    | Dr. Richard Webber                                                       | Allmänkirurg (Sjukhuschef 1–6, 6–8)  | 1–                |
| Kevin McKidd         | Dr. Owen Hunt                                                            | Traumakirurg (Sjukhuschef 8–12)      | 5–                |
| Jesse Williams       | Dr. Jackson Avery                                                        | Plastikkirurg, ÖNH-specialist        | 6–17              |
| Camilla Luddington   | Dr. Josephine "Jo" Wilson (15–16, som gift med Alex Karev, Dr. Jo Karev) | Allmänkirurg/Obstetriker             | 9–                |
| Caterina Scorsone    | Dr. Amelia "Amy" Shepherd                                                | Neurokirurg                          | 10–               |
| Kelly McCreary       | Dr. Margret "Maggie" Pierce                                              | Hjärt- och thoraxkirurg              | 10–               |
| Giacomo Gianniotti   | Dr. Andrea "Andrew" DeLuca                                               | Allmänkirurg                         | 11–17 (Död)       |
| Kim Raver            | Dr. Theodora "Teddy" Altman                                              | Thoraxkirurg                         | 6–8, 14, 15–      |
| Greg Germann         | Dr. Thomas "Tom" Koracick                                                | Neurokirurg                          | 14–17             |
| Chris Carmack        | Dr. Atticus Lincoln                                                      | Ortopedkirurg                        | 15–               |
| Jake Borelli         | Dr. Levi Schmitt                                                         | ST-läkare år 3 av 5                  | 14–               |
| Jaicy Elliot         | Dr. Taryn Helm                                                           | ST-läkare år 3 av 5                  | 14–               |
| Jeanine Mason        | Dr. Samantha "Sam" Bello                                                 | AT-läkare                            | 14–14             |
| Alex Landi           | Dr. Nico Kim                                                             | Ortopedkirurg                        | 15–               |
| Richard Flood        | Dr. Cormac Hayes                                                         | Barnkirurg                           | 16–               |
| Anthony Hill         | Dr. Winston Ndugu                                                        | Hjärt- och thoraxkirurg              | 16–               |
| Scott Speedman       | Dr. Nick Marsh                                                           | Transplantationskirurg               | 14, 18–           |
| Jason Winston George | Dr. Benjamin "Ben" Warren                                                | ST-läkare (innan: narkosläkare)      | 6–14 (Station 19) |
| Debbie Allen         | Dr. Catherine Fox                                                        | Urolog                               | 8–                |
| Jessica Capshaw      | Dr. Arizona Robbins                                                      | Barn och fosterkirurg                | 5–14              |
| Sarah Drew           | Dr. April Kepner                                                         | Traumakirurg                         | 6–14              |
| Martin Henderson     | Dr. Nathan Riggs                                                         | Hjärtkirurg                          | 12–14             |
| Jerrika Hinton       | Dr. Stephanie Edwards                                                    | ST-läkare                            | 9–13              |
| Marika Domińczyk     | Dr. Eliza Minnick                                                        | Ortopedkirurg/Utbildningskonsult     | 13–13             |
| Tessa Ferrer         | Dr. Leah Murphy                                                          | ST-läkare                            | 9–10, 13          |
| Samantha Sloyan      | Dr. Penelope "Penny" Blake                                               | ST-läkare                            | 11–12             |
| Sara Ramírez         | Dr. Calliope "Callie" Torres                                             | Ortopedkirurg                        | 2–12              |
| Patrick Dempsey      | Dr. Derek Shepherd                                                       | Neurokirurg (Sjukhuschef säsong 6)   | 1–11, 17 (Död)    |
| Sandra Oh            | Dr. Cristina Yang                                                        | Hjärtkirurg                          | 1–10              |
| Eric Dane            | Dr. Mark Sloan                                                           | Plastikkirurg                        | 2–9 (Död)         |
| Chyler Leigh         | Dr. Lexie Grey                                                           | ST-läkare                            | 3–8 (Död)         |
| Tina Majorino        | Dr. Heather Brooks                                                       | AT-läkare                            | 9–10 (Död)        |
| Gaius Charles        | Dr. Shane Ross                                                           | AT-läkare                            | 9–10              |
| Robert Baker         | Dr. Charles Percy                                                        | ST-läkare                            | 6–6 (Död)         |
| Nora Zehetner        | Dr. Reed Adamson                                                         | ST-läkare                            | 6–6 (Död)         |
| Katherine Heigl      | Dr. Isobel "Izzie" Stevens                                               | ST-läkare                            | 1–6               |
| T.R. Knight          | Dr. George O’Malley                                                      | ST-läkare                            | 1–5 (Död)         |
| Brooke Smith         | Dr. Erica Hahn                                                           | Hjärtkirurg                          | 2–5               |
| Isaiah Washington    | Dr. Preston Burke                                                        | Hjärtkirurg                          | 1–3               |
| Stefania Spampinato  | Dr. Carina DeLuca                                                        | Obstetriker                          | 14–               |
| Kate Walsh           | Dr. Addison Montgomery                                                   | Obstetriker/Gynekolog/Neonatalkirurg | 1–3, 18           |

Titlar inom serien som rollerna har/haft:

## Säsonger och avsnitt
Det första avsnittet sändes den 27 mars 2005.
Varje avsnitt är namngivet efter en låt, av artister som Beatles, Yes, Fleetwood Mac, Donna Summer, AC/DC, KISS och R.E.M.

## Gästskådespelare
- 2005 Kathryn Joosten som patienten mrs Drake.
- 2005 Romy Rosemont som offer av misshandel.
- 2006 Christina Ricci som ambulansläkare.
- 2006 Laurie Metcalf som hjärtpatient.
- 2006 Tiffany Hines som Webbers systerdotters vän.
- 2006 Abigail Breslin som patient med hjärnskada.
- 2006 Justina Machado som Baileys patient med bröstcancer.
- 2006 Sharon Osbourne som Addisons patient Sonja.
- 2006 Liza Lapira som gravid kvinna med tvillingar.
- 2006 Jilian Bach som brännskadeoffer.
- 2006 Lois Smith som offer i en bilolycka.
- 2007 Mae Whitman som patient med Vaters syndrom.
- 2007 Jessica Stroup som Addisons patient med livmoderhalscancer.
- 2007 Rocky Carrollsom som patient som sågade av sin fot.
- 2007 Rockmund Dunbar som fru och pappa till två patienter.
- 2007 Madeline Zima som Marissa.
- 2008 Paul Dooley som Walter Tapley.
- 2008 Jana Kramer som Lola.
- 2008 Max Burkholder som Duncan.
- 2008 Christa B. Allen som Holly.
- 2010 Demi Lovato som tjej med feldiagnosen paranoid schizofreni.
- 2010 Emily Bergl som patient från burnunit.
- 2010 Mandy Moore som Baileys patient.
- 2010 James Tupper som dr Perkins.
- 2011 Paula Newsome som lärare Sturgeons fru.
- 2011 Scott Foley som Teddys make Henry.
- 2011 Pej Vahdat som Tarik.
- 2011 Alfre Woodard som patient.
- 2012 Lorraine Toussaint som dr Fincher.
- 2012 Steven Culp som kirurg som jobbade med Cristina i Minnesota.
- 2012 Andrew Leeds som förhandlare med flygkraschen.
- 2013 Nazanin Boniadi som fotograf från Pegasus.
- 2013 Charles Michael Davis som en obstetriker Jason Myers, kallad "Chest Peckwell".
- 2013 Sarah Chalke som mamma till patient från akuten.
- 2013 Hilarie Burton som läkaren Lauren Boswell.
- 2013 James Remar som Alexs pappa som kom in till akuten.
- 2013 Lainie Kazan som C.J.
- 2013 Currie Graham som Callies advokat.
- 2013 Valerie Mahaffey som Donna.
- 2014 Anne Dudek som Jasons flickvän.
- 2014 Patrick Fabian som pediatriksk kirurg.